# Novi (Michigan)
Novi – miasto w Stanach Zjednoczonych, w stanie Michigan, w hrabstwie Oakland.